# Odonteleotris canina
Odonteleotris canina är en fiskart som först beskrevs av Bleeker, 1849.  Odonteleotris canina ingår i släktet Odonteleotris och familjen Eleotridae. Inga underarter finns listade i Catalogue of Life.